# Katy Hudson
Katy Hudson은 가스펠, 록의 장르로 미국의 싱어송라이터 케이티 페리의 데뷔 앨범이며, 이 때 당시에는 케이티 허드슨이라는 이름으로 앨범을 발매했었다.
앨범은 케이티가 15살 현재 팝 음악 활동 시작 전 기독교 음악으로 레드 힐 레코드에 의해 2001년 미국에서 정식 발매되었다. 수록곡중 "Trust in Me"가 이 앨범의 리드 싱글이다.
당시 큰 인기를 끌지는 못했지만 미국의 종교 잡지 크리스처니티 투데이란 곳에서 주목할만한 신인이라며 좋은 평을 내리기도 했었다.
레드 힐 레코드사 에서는 이 앨범을 2001년 말까지 생산한 뒤, 앨범의 발매를 중단하였다.

## 트랙 리스트
1. "Trust in Me" (Katy Hudson/Mark Dickson) – 4:46
2. "Piercing" (Katy Hudson/Tommy Collier/Brian White) – 4:06
3. "Search Me" (Katy Hudson/Tommy Collier/Scott Faircloff) – 5:00
4. "Last Call" (Katy Hudson) – 3:07
5. "Growing Pains" (Katy Hudson/Mark Dickson) – 4:05
6. "My Own Monster" (Katy Hudson) – 5:25
7. "Spit" (Katy Hudson) – 5:10
8. "Faith Won't Fail" (Katy Hudson/Mark Dickson) – 5:14
9. "Naturally" (Katy Hudson/Scott Faircloff) – 4:33
10. "When There's Nothing Left" (Katy Hudson) – 6:45